# Eric Beinhocker
Eric D. Beinhocker (* 1968) ist ein US-amerikanischer Senior Fellow am McKinsey Global Institute. Er forscht im Bereich Volks- und Betriebswirtschaft und Public Policy.

## Leben
Beinhocker stammt aus Boston. Seine Karriere umfasste Posten in der akademischen Forschung und Positionen in der Wirtschaft. Beinhocker hat Beiträge für Fortune, die Financial Times, McKinsey Quarterly, und mehrere akademische Publikationen geschrieben. 

## Bücher
- Origin of Wealth: Evolution, Complexity, and the Radical Remaking of Economics. Harvard Business School Press, 2006. ISBN 9781578517770
  - (dt.) Die Entstehung des Wohlstands. Wie Evolution die Wirtschaft antreibt. mi-Fachverlag, 2007. ISBN 3636030868